# Pozsony közlekedése
Pozsony már a múltban is jelentős közlekedési csomópontnak számított, mára már fejlett helyi és távolsági közlekedéssel rendelkezik.

## Közúti közlekedés

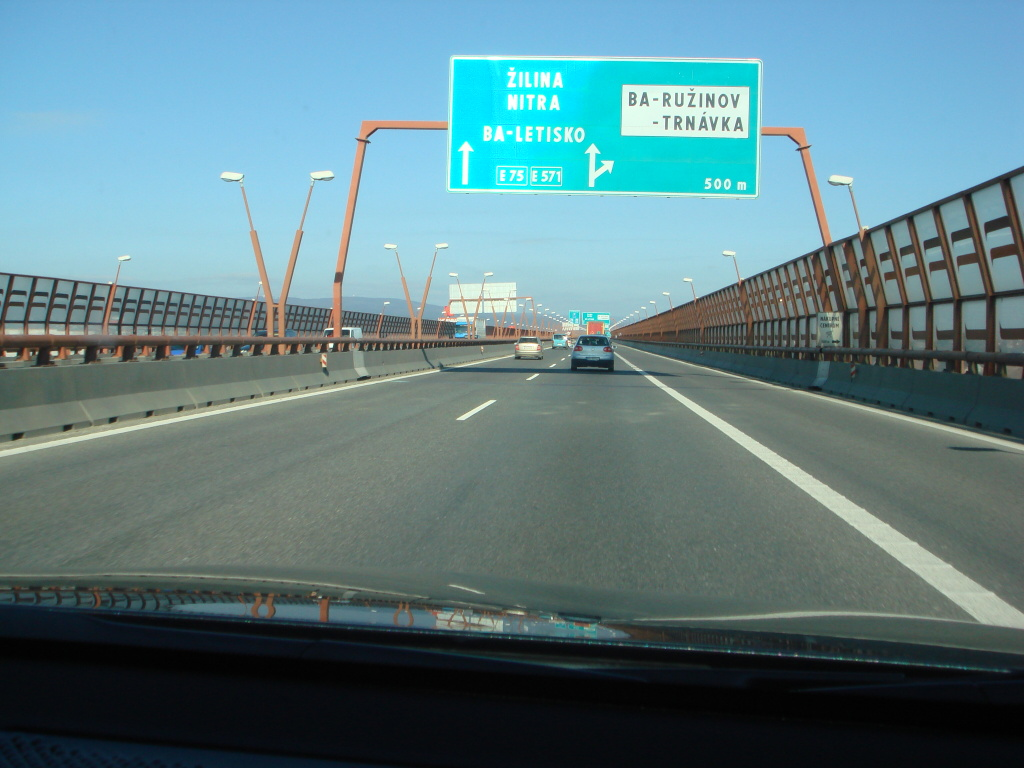
Az öreg körgyűrű Főrév felett

Az autópálya-közlekedésben fontos szerepet játszó város jelentős forgalmat bonyolít le a szomszédos országok felé. Ebből a szempontból az egyik legjelentősebb a D1-es autópálya, ami összeköti Ausztriát Ukrajnával több jelentős észak-szlovákiai városon keresztül, mint például Trencsén, Zsolna, Poprád, Eperjes és Kassa.
A másik legfontosabb a D2-es autópálya. A mindössze 80 km hosszú szakasz összeköttetést biztosít Magyarország és Csehország között. 2007-ben átadták a károlyfalui szakaszon a majdnem másfél kilométer hosszú Sitina-alagutat, ami elvezette a forgalmat a város fontosabb közlekedési csomópontjairól.
Pozsony 48 km hosszúra tervezett körgyűrűje (D4-es autópálya) egy új, a Dunán átívelő új híd megépítésével teljesen megkerülné a várost. A teljes hossz leghamarabb 2025-ben kerül átadásra, egyelőre csak 5,4 km használható a határátkelőnél Horvátjárfalunál, valamint dévényújfalui és pozsonybesztercei szakaszon.
Megkezdődött az R7-es gyorsforgalmi út megépítése is. A Losonc és Pozsony közé tervezett út a terv szerint több fontos dél-szlovákiai várost is érint, többek között Nagykürtöst, Érsekújvárt és Dunaszerdahelyt.
A legfontosabb autóbusz-közlekedési csomópont a városközpontban található Malomliget autóbusz-pályaudvar. Az egész városrész a pályaudvarral együtt felújításra kerül a közeljövőben a Twin City keze alatt. A koncepció tartalmazza egy új, ökobarát lakónegyed kiépítésének tervét, valamint üzletközpontok és irodaházak működtetésére alkalmas felhőkarcolókat.
A belvárosban kiépített rádiós rendszeren tájékozódhatnak az autósok a legfrissebb közlekedési hírekről és a szabad parkolóhelyekről.

## Vasúti közlekedés

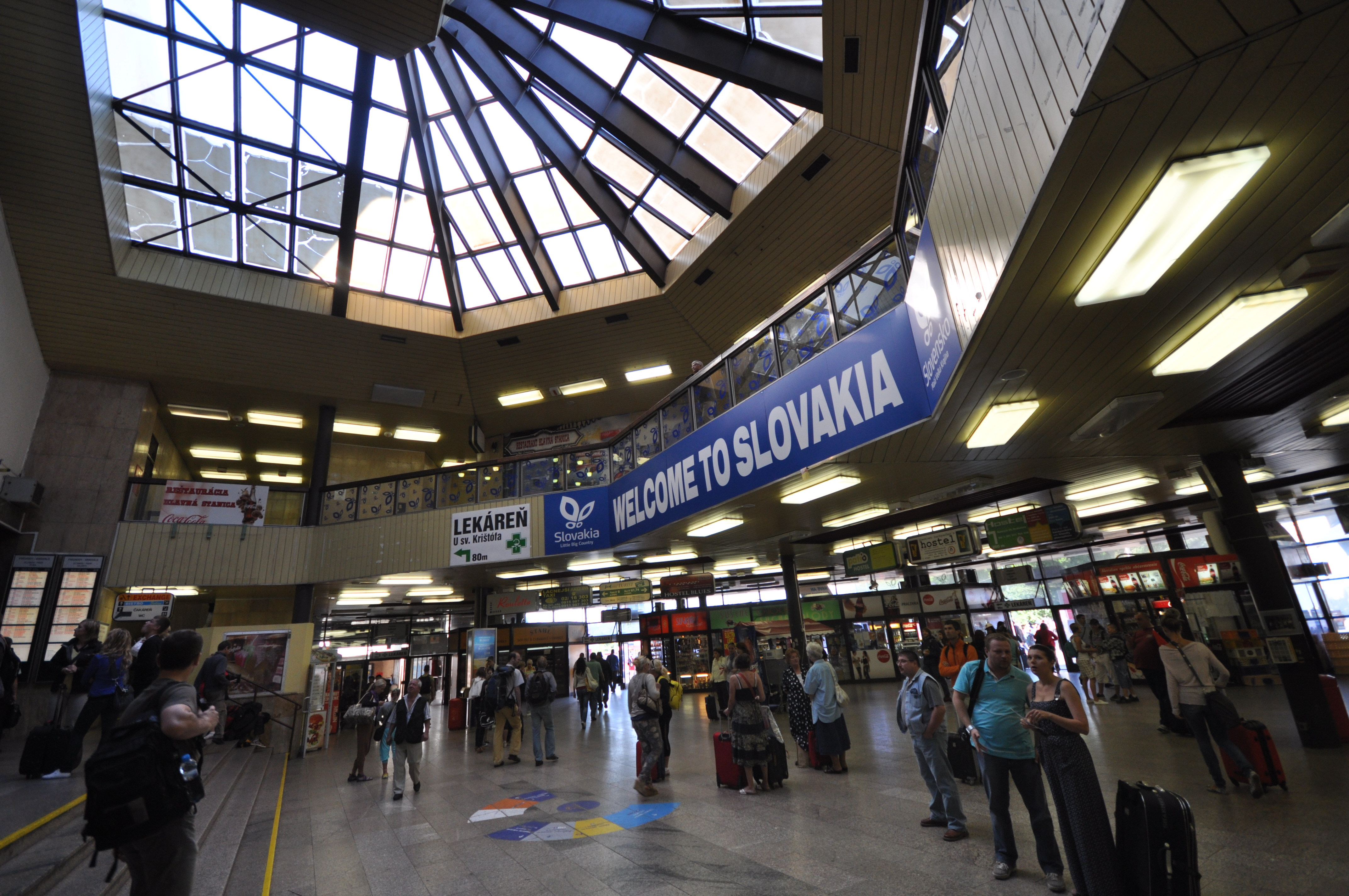
A főpályaudvar fogadóépülete csúcsidőben

Pozsony vasúti közlekedésében meghatározó szerepet játszik a Duna, amely két részre osztotta a vasúthálózatot. A város északi fele ebből a szempontból sokkal frekventáltabb, itt található Pozsony főpályaudvara is. Az áthaladó pályaudvar a 4-es, az 5-ös páneurópai közlekedési folyosó és a transzeurópai közlekedési hálózat 17-es vonalának találkozásánál fekszik. Nemzetközi vonatokkal eljuthatunk Csehországba, Ausztriába, Németországba, Magyarországra és Ukrajnába, valamint a Moszkva és Szófia között közlekedő EuroCity járatok is érintik a várost.
Emellett a pályaudvar jelentős országon belüli InterCity és regionális járatokat is lebonyolít. Az IC vonatok a fővárost kötik össze többek között Zsolnával, Kassával, Privigyével és Besztercebányával, míg a regionális járatok inkább Jókút, Nagyszombat, Érsekújvár, Dunaszerdahely, Komárom és Újvároska felé indulnak, csúcsidőben óránként többször is. Az osztrák és szlovák főváros közti vasúti pálya hossza mindössze 66 km, ami még személyvonattal is egy óra alatt kényelmesen megtehető.

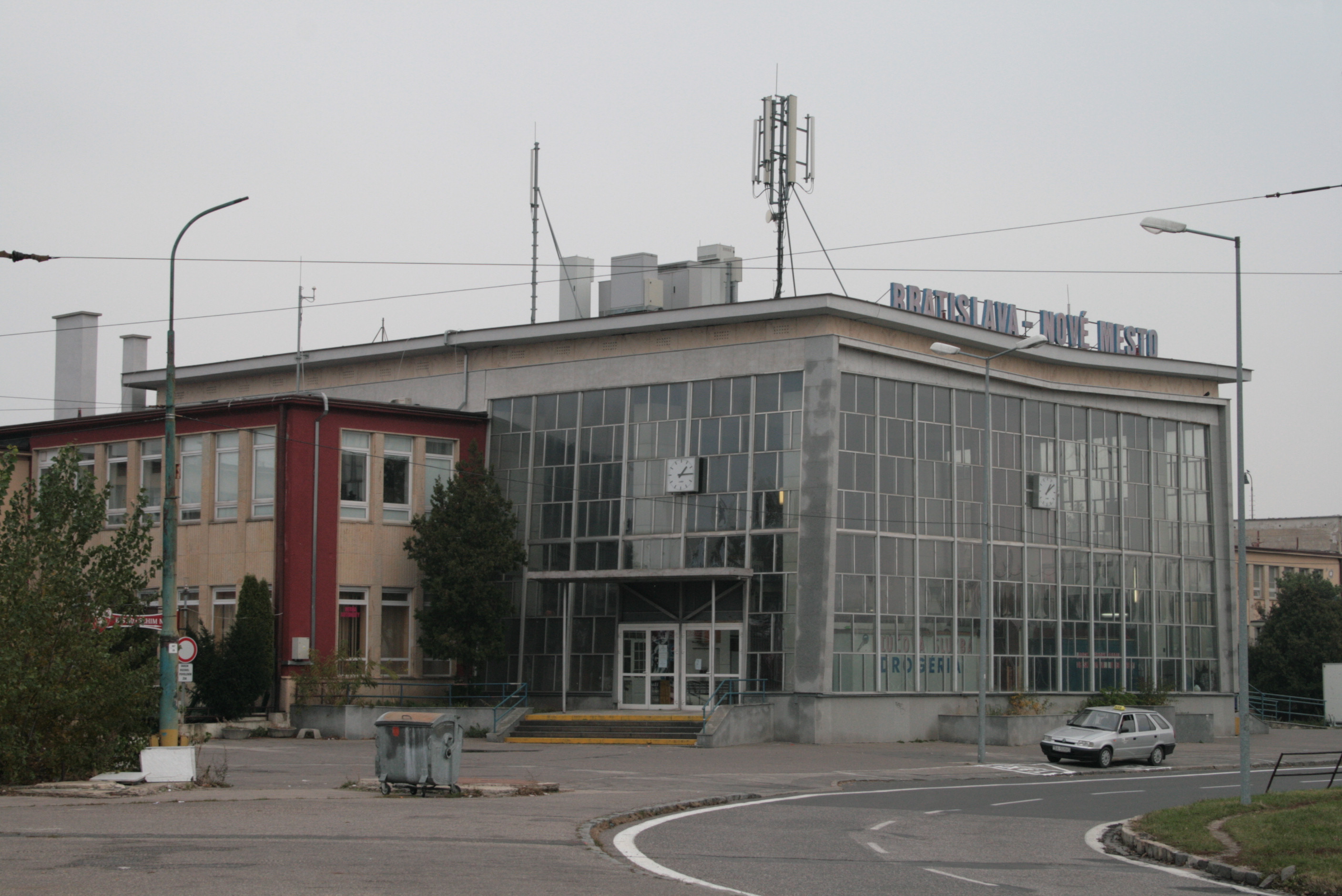
Újvárosi pályaudvar

A Pozsony–Komárom-vasútvonal egyik legfontosabb megállója a Pozsony-Újváros (régebben Virágvölgy). A pályaudvar két város között közlekedő vonatok mellett néhány gyorsvonat végállomása, kihasználtsága korántsem teljes. Ennek oka, hogy a sokszor túlterhelt főpályaudvart és az Újvárost csak egy sínpár köti össze egy viszonylag hosszú szakaszon. Tovább haladva Komárom felé találjuk még a Pozsonypüspöki vasútállomást.
Régen a csallóközi és nagyszombati vonatok végállomása volt a mára megszüntetett Malomliget pályaudvar, amit 1962-vel megszüntettek a Fiók pályaudvarral és a Vallon-utcai vasútállomással együtt. Ez a belvárosi vonal még a teherforgalom számára használható.
A Pozsony–Zsolna- és a Pozsony–Párkány-vasútvonal a Borhegy megállónál ágazik szét. Párkány felé fekszik a Pozsonyszőlős vasútállomás, Zsolna felé a Pozsony-Récse. Ezekre a vonalakra csatlakozik rá pár teherforgalmi szárnyvágány a Pozsony-előváros és Pozsony-kelet vasútállomásokkal.
A főpályaudvarról Ausztria és Csehország felé húzódó vonalon 3 megálló fekszik: Pozsony-Vaskutacska, Pozsony-Lamacs és Dévényújfalu új állomása (a régi pár száz méterrel előrébb állt). A vonal még a városban kettéágazik, a csehországi szárnyon található Dévénytó megállója.

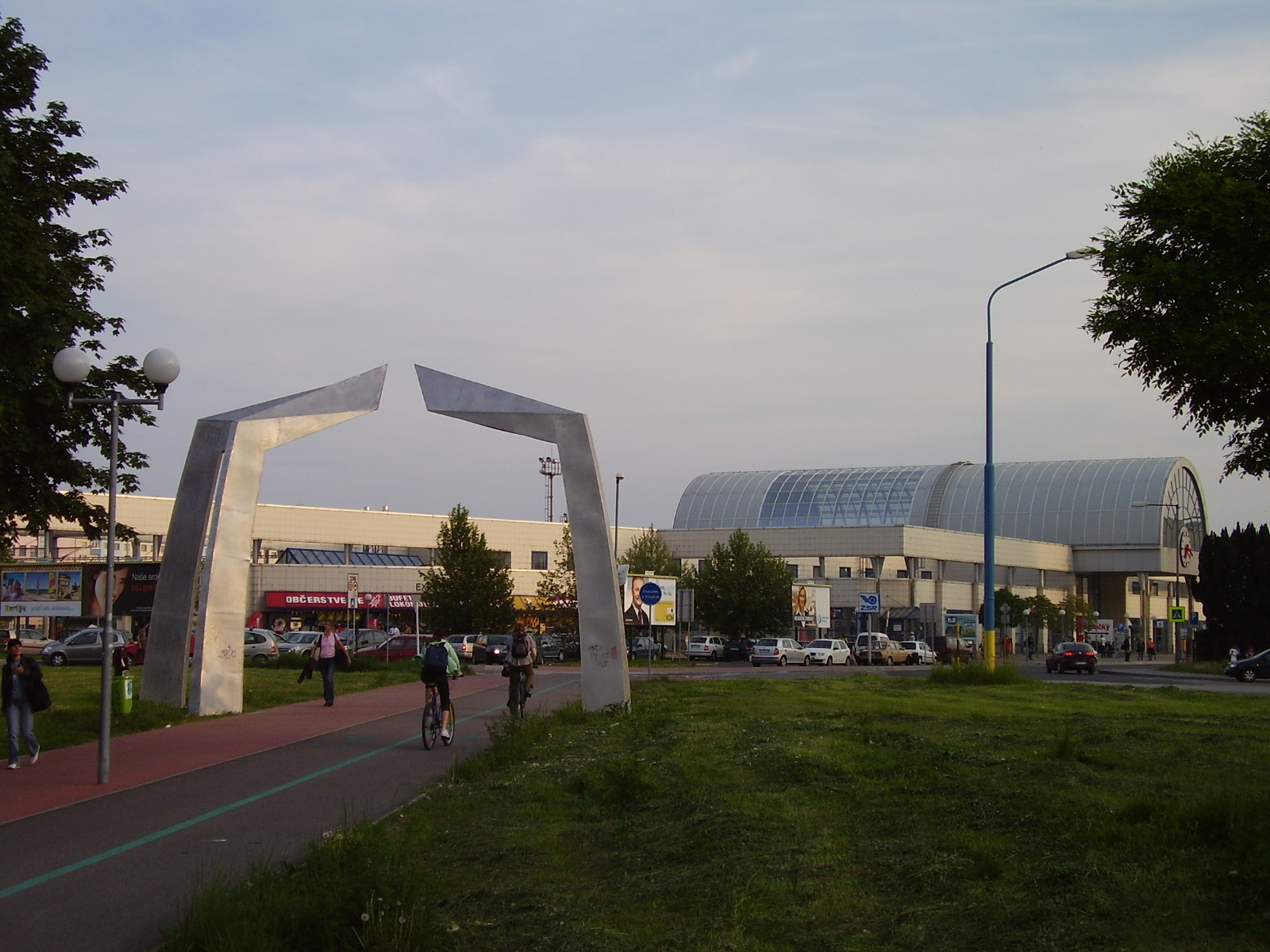
Ligetfalu pályaudvar

A már akkor rossz állapotban lévő Öreg hídon 1985-ben megszűnt a vasúti forgalom, így az akkor mindössze kétéves Kikötői híd vette át a helyét. Az így létrejött új vonal összeköti Újvárost Ligetfaluval, valamint ezen található Pozsony legfiatalabb állomása, a Központi teherpályaudvar.
A Ligetfalu pályaudvar a déli városrész legfontosabb pályaudvara. A teljesen felújított és modernizált pályaudvar 2010-ben sokat vesztett jelentőségéből, amikor felfüggesztették a csehországi, lengyelországi és magyarországi nemzetközi járatokat. Egy évvel később az északi városrész felé induló személyforgalmat is megszüntették, így mára teljesen elszigetelődött a többi pályaudvartól. Manapság Bécs és (2017 óta újra) Rajka felé indulnak innen személyvonatok.
Pozsonyligetfalu az évek során rengetegszer átépült, így sok vasútvonal és állomás megszűnt. Az Öreg híd vasúti forgalmának leállítása után megszűnt a Pozsonyligetfalu-híd, valamint Rajka felől érkező vágányok átépítése során a Janíkov dvor és a Dunacsún megállóhely. Az Oroszvár vasútállomás nem bonyolított személyi forgalmat a magyarországi járatok 2010-2017 közötti felfüggesztése idején.
A pozsonyi közlekedés fejlesztésével néhány belvárosi vonal része lenne egy, a Duna alatti vasúti alagútnak, így a ma nem használatos Fiók pályaudvar, a Malomliget pályaudvar és a Vallon-utcai megálló a föld alá kerülne. Ez újra összekötné a főpályaudvart a Ligetfalu pályaudvarral, ezzel rácsatlakozva az LGV Est Pozsony-Párizs vonalára.
A Pozsonyi Integrált Közlekedés célja az egységes tarifarendszer létrehozása a főváros 50 km-s körzetében, valamint egy, a bécsi S-Bahn rendszerére épülő városi vasúti közlekedés létrehozása. Az egyszer már üzembe helyezett kötöttpályás tömegközlekedés a város akkori nem optimális vasúthálózata miatt alig több mint egy évet működött 2006 és 2007 között.

## Városi tömegközlekedés
A tömegközlekedést a Pozsonyi Közlekedési Vállalat működteti, a városi vonalakon kívül összeköttetést biztosít több környéki településsel, ilyen például Máriavölgy és Horvátgurab, valamint a magyarországi Rajka és az ausztriai Farkasfalva és Hainburg an der Donau.

### A múlt – A pozsonyi közlekedés története 1914-ig
Annak ellenére, hogy Pozsony a 19. században vesztett jelentőségéből, gazdaságilag mégsem volt elmaradva. A város abban az időben „lemaradt” a növekedésben, úgy a közlekedése, mint a lakossága lassan, de biztosan növekedett. 1868-ban megjelentek az első omnibuszok Pozsony utcáin, de nem mindenhol oszlott el egyenlően a forgalom. Ez okból 1881-ben Nicolas Markovits bécsi mérnök megtervezte az első városi lóvasutat. Ez a Koronázási Domb-teret (Námestie Ľudovíta Štúra) kötötte volna össze a mai főpályaudvar elődjével az akkori Kossuth Lajos-téren (Hviezdoslavovo ámestie) és a Frigyes főherceg-úton (Suché mýto) keresztül, de végül nem valósult meg. Több szárnyvonala is épült, a legkihasználtabb a főpályaudvar-Malomliget pályaudvar szakasz volt.
Később felvetődött a gondolat a pozsonyi városi vasútvonalakról. A minisztérium által megbízott Moriz Sprinzl, Alexander Feigler és Eduard Dubsky által megtervezett benzinmeghajtású városi vonalak nemsokára elektromotorosakká váltak. Ez Alexander Werner, linzi mérnöknek köszönhető, aki több ausztriai nagyvárosban is tervezett villamosvasút-hálózatokat.
Az 1860-as években megjelent omnibuszok és lóvasutak helyét kezdik átvenni az elektromos áramra működő szerelvények. 1894-ben Budapesten jóváhagyták a fővonal megépítésének tervét, ami már a következő évben, 1895. augusztus 27-én meg is nyílt, sok évvel előbb, mint több nagyvárosban (pl. Prága). A több leágazású fő vonal a Vitéz-utcát (ma kb. a Szlovák Nemzeti Felkelés hídja) és a Medve szállót . Összesen 9, 550 V-os szerelvény közlekedett. Az év október 19-én megnyílt a Medve szállót és a főpályaudvart összekötő szakasz. Egy vonaljegy először 10 krajcárba, majd 6 krajcárba került, a színházba utazók az előadásra szóló jegyükkel kedvezményesen utazhattak.
1898 januárjában új szárnyvonalak nyíltak meg, amelyek a vasútállomások között biztosítottak gyors összeköttetést. Ez évben alakult meg a PVVV (Pozsonyi városi villamos vasút) szervezet.A fejlődő villamosvonalak kiszorították az omnibuszokat, amelyek 1899-ben már nem közlekedtek Pozsony utcáin. Még a századforduló előtt több szárnyvonal nyílt meg, emellett beindult az éjszakai közlekedés. A főbb vonalak kétvágányosak lettek, így nappal 6-12 percenként jártak a villamosok
A fő vonal a századforduló után lerövidült, csak a Hal-térig közlekedtek a villamosok. A városvezetőség ekkor vetette fe először Ligetfalu és Pozsony közötti villamosközlekedést, de a projekt költségessége miatt nem valósulhatott meg.
1904-ben újra visszatértek az omnibuszok a Pozsony-Vaskutacska vonalra, de később elektrifikálták, így létrejött Pozsony első trolibuszvonala. Egy új, a belvárost átszelő villamosvonal nyílt meg 1907-ben. Még abban az évben Budapesten és Pozsonyban is a városi közlekedés dolgozói sztrájkot hirdettek, többek között az alacsony fizetések miatt.
Pozsony közlekedésén hatalmasat lendített a belvárosból Ligetfalun keresztül haladó Pozsony-Bécs villamosvonal. A hibrid vonatok először 1914-ben indultak útnak a két főváros között.

### Autóbusz-közlekedés

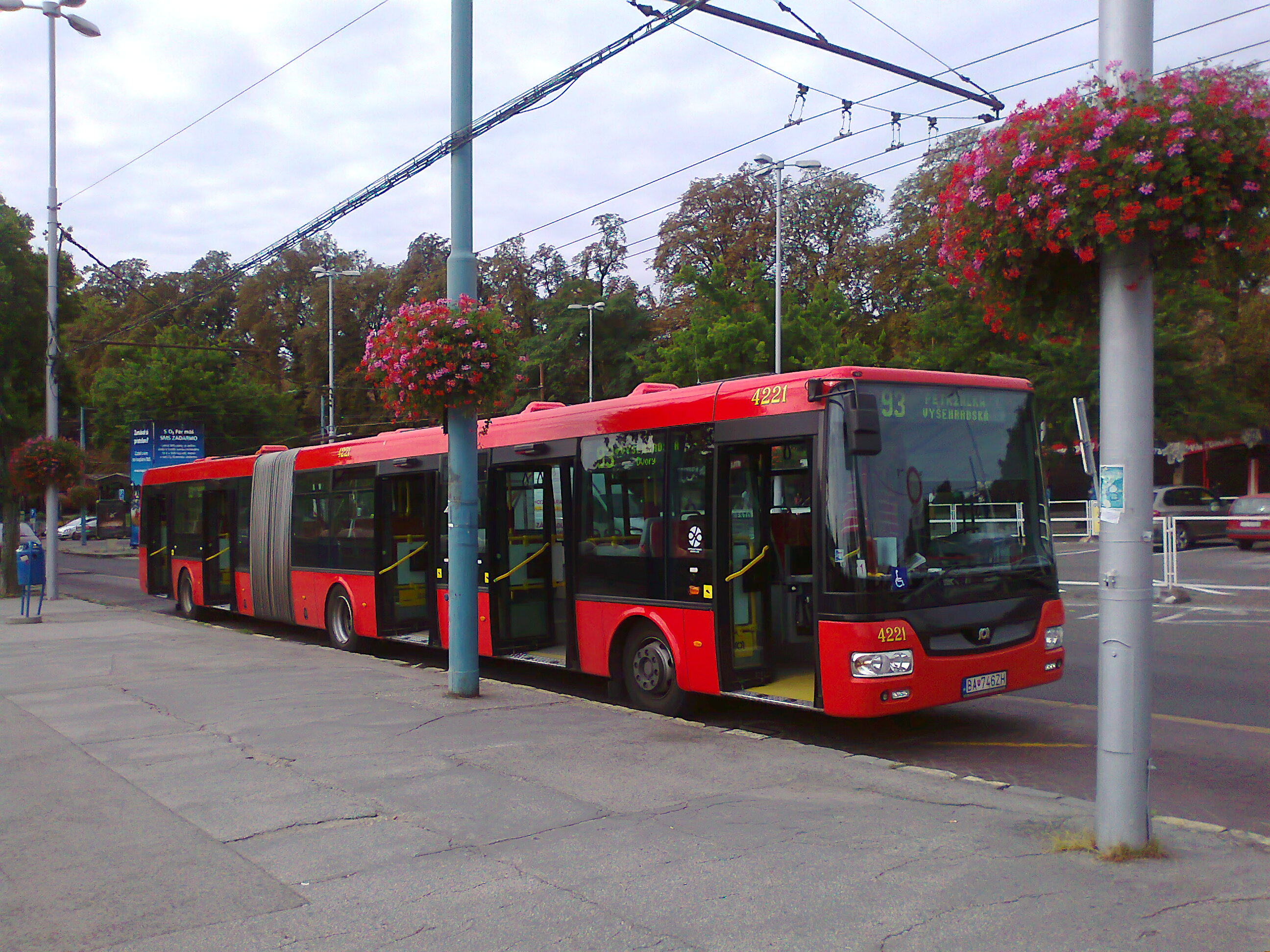
A 93-as busz az egyik legfontosabb összekötőjárat Pozsonyligetfalu és a belváros közt

Az városi autóbuszvonalak lefedik egész Pozsonyt. A nappal közlekedő járatok 20-tól 199-ig vannak számozva, kivételt képeznek az X1-X99 jelölésű kiegészítő- és pótautóbuszok.
Néhány regionális autóbuszjárat átkerült a városi tömegközlekedési rendszerbe: az 525-ös Horvátgurab - Aranyhomok (Pozsony), a 801-es a magyarországi Rajka – Oroszvár vasútállomás, a 901-es Hainburg an der Donau – Farkasfalva – Szlovák Nemzeti Felkelés hídja vonalon közlekedik.
Pozsonyligetfalu autóbusz-közlekedése is rendkívül frekventált, csúcsidőben 4 percenként járnak az autóbuszok. Sok járatnak (például 93-as és 94-es) hasonló az útvonala egy szakaszon, így két-hárompercenként váltják egymást a kocsik a megállóban, könnyen elérhetővé téve a belvárost.
Az éjszakai tömegközlekedés az utóbbi évtizedben nagymértékben megújult, az eddigi 500, 501… jelölések helyett a kiválasztott járatok elé írt N-betűvel jelzik annak éjszakai voltát, ami ugyanolyan (esetleg nagyon hasonló) útvonalon közlekedik, mint a nappali. 2011 augusztusától újra érvényesek a turista-, valamint az SMS jegyek. Az éjszakai jegy alapesetben 90 percig érvényes.
Szinte az összes vonal érinti a főpályaudvart vagy környékét. Mivel csak félóránként közlekednek, ezért a buszok bevárják egymást fennakadás esetén, hogy ne késse le senki a csatlakozást.
Éjszaka közlekednek a Pozsonyi Tömegközlekedési Vállalat szolgálati járatai is, amik Služobný spoj (Szolgálati járat) jelöléssel vannak ellátva, számozásuk 2-től 7-ig történik

### Trolibusz-közlekedés
Az első pozsonyi trolibuszvonal 1909-ben kezdte meg a működését, harmadikként az akkori Magyarországon (Szlovákiában a tátrai villamosvasút elődje után a második). A várost Vaskutacskával összekötő vonal a háború kitörése után viszont anyagi és technikai gondokba ütközött, így 1915-ben megszűnt.

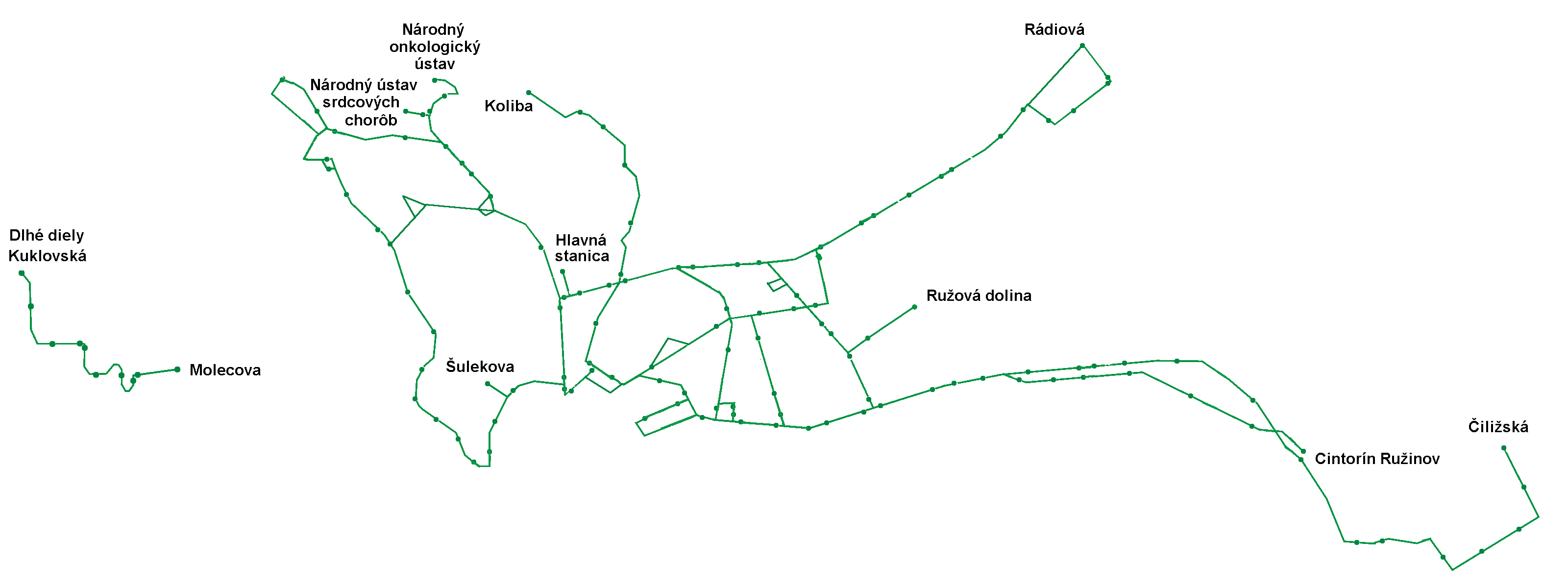
Pozsony trolivonalainak ábrája

A 2. világháború alatt újraindult a troliközlekedés. Elsőként az M-vonal kezdte meg működését, a mai főpályaudvar elődjét hivatott összekötni a Szlovák Nemzeti Színházzal. Nem sokkal később megalakult a P-vel jelzett vonal, ez az akkor a város szélét képző Tölténygyár (Patrónka) gyors elérését tette lehetővé. Ez után áttértek a szerelvények számokkal való jelölésére, de csak később lettek 200-tól nagyobbak.
1960-ig rohamosan fejlődtek a vonalak: elérhetővé tették a mára fontos közlekedési csomóponttá nőtt Nagyszombati-vámot (Trnavské mýto) és az András király-teret (Šafárikovo námestie), de újabb pénzügyi gondok miatt 30 évig tartó stagnálás következett. A vonalak karbantartására is alig-alig volt pénz, a szerelvények régiek voltak. Az évek során néhány trolijárat lerövidült, némelyik teljesen megszűnt. Ennek az állapotnak a '90-es évek beköszöntével vetettek véget, a fejlődés újraindult. Az új trolibuszvonalak a város külsőbb pontjaihoz is elértek. Ebben az időben jelentek meg az alacsony padlós piros-szürke-fehér szerelvények.
2006-ban nyílt meg a városi vonalakra nem csatlakozó Molecova – Kuklovská vonal. Az elkövetkező években az újonnan kiépült trolibuszvonalak már teljesen átszövik a várost. Nagy vonalmegnyitások 2008-ban, 2012-ben és 2013-ban voltak.
Pozsonyban jelenleg 14 vonalon közlekednek trolibuszok, de ez a szám a közeljövőben nőni fog. A szerelvények 201-től 212-ig vannak számozva, a maradék kettő 33 és 64 szám alatt fut. Éjszaka közlekedik az N44, N47 és N72 járat.

### Villamosközlekedés
A pozsonyi villamosok jelenleg csak az északi városrészben közlekednek. A használatban lévő villamoshálózat hossza mintegy 39,4 km, 154 megálló található rajta.

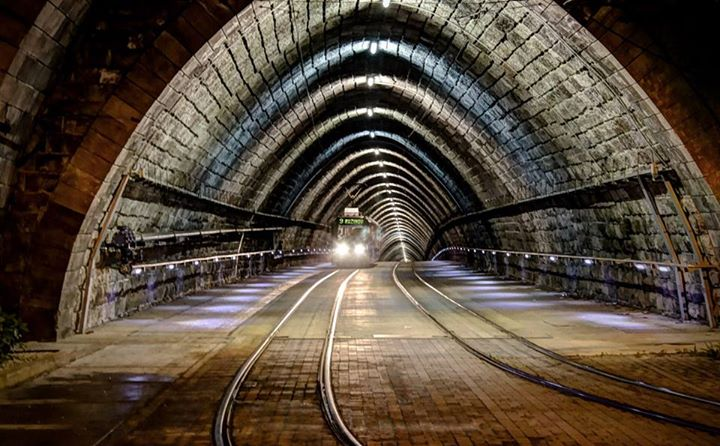
9-es villamos a vár alatti alagútban

A vonalak a közelmúltban sokat változtak, az átépítések és a praktikusság okából mára 9 hosszabb üzemel. A vonalak jelölése 1-től 9-ig történik.
A villamosvonalak az Óvárosban található körgyűrűbe futnak össze, olyan fontos megállókkal, mint a Kő tér (Kamenné námestie),a Szlovák Nemzeti Felkelés tere (Námestie SNP, eredeti nevén Marhapiac tér) és Šafárik tér (Šafárikovo námestie, eredeti nevén András király tere). Egyes vonalak találkozásánál jöttek létre olyan fontos csomópontok, mint a Nagyszombati vám (Trnavské mýto), Récsei vám (Račianské mýto) és a Szlovák Műszaki Egyetem (Slovenská Technická Univerztia - STU).
| Vonalszám | Végállomás                                                                 | Fontosabb csomópontok | Végállomás                                               |
| --------- | -------------------------------------------------------------------------- | --- | -------------------------------------------------------- |
| 1         | Hlavná stanica (Főpályaudvar)                                              | Šafárikovo námestie (Šafárik tér), Námestie SNP (Szlovák Nemzeti Felkelés tere) ← | Petržalka (Pozsonyligetfalu) - Jungmannova               |
| 2         | Hlavná stanica (Főpályaudvar)                                              | Trnavské mýto (Nagyszombati vám) | ŽST Nové Mesto (Újvárosi pályaudvar)                     |
| 3         | Petržalka (Pozsonyligetfalu) - Jungmannova                                 | Račianské mýto (Récsei vám), ŽST Vinohrady (Szőlőhegy megállóhely), Kamenné námestie (Kő tér) → Námestie SNP (Szlovák Nemzeti Felkelés tere) ←, Šafárikovo námestie (Šafárik tér)             | Rača (Récse) – Komisárky                                 |
| 4         | Dúbravka (Pozsonyhidegkút) - Pri kríži                                     | Most SNP (Szlovák Nemzeti Felkelés hídja) →, Šafárikovo námestie (Šafárik tér), Kamenné námestie (Kő tér) →, Trnavské mýto (Nagyszombati vám), Námestie SNP (Szlovák Nemzeti Felkelés tere) ← | Zlaté piesky (Aranyhomok)                                |
| 5         | Dúbravka (Pozsonyhidegkút) - Pri kríži                                     | Račianské mýto (Récsei vám), ŽST Vinohrady (Szőlőhegy megállóhely) | Rača (Récse) – Komisárky                                 |
| 6         | Karlova Ves (Károlyfalu)                                                   | Most SNP (Szlovák Nemzeti Felkelés hídja) | Staré Mesto (Óváros) - Šafárikovo námestie (Šafárik tér) |
| 7         | Námestie SNP (Szlovák Nemzeti Felkelés tere)                               | Račianské mýto (Récsei vám), ŽST Vinohrady (Szőlőhegy megállóhely) | Rača (Récse) – Komisárky                                 |
| 8         | Námestie SNP (Szlovák Nemzeti Felkelés tere) → Kamenné námestie (Kő tér) ← | Trnavské mýto (Nagyszombati vám), Nemocnica Ružinov (Ruzsinói kórház) | Ružinov (Ruzsinó/Főrév) – Astronomická                   |
| 9         | Karlova Ves (Károlyfalu)                                                   | Kamenné námestie (Kő tér) →, Trnavské mýto (Nagyszombati vám), Nemocnica Ružinov (Ruzsinói kórház), Námestie SNP (Szlovák Nemzeti Felkelés tere) ←                                            | Ružinov (Ruzsinó/Főrév) – Astronomická                   |

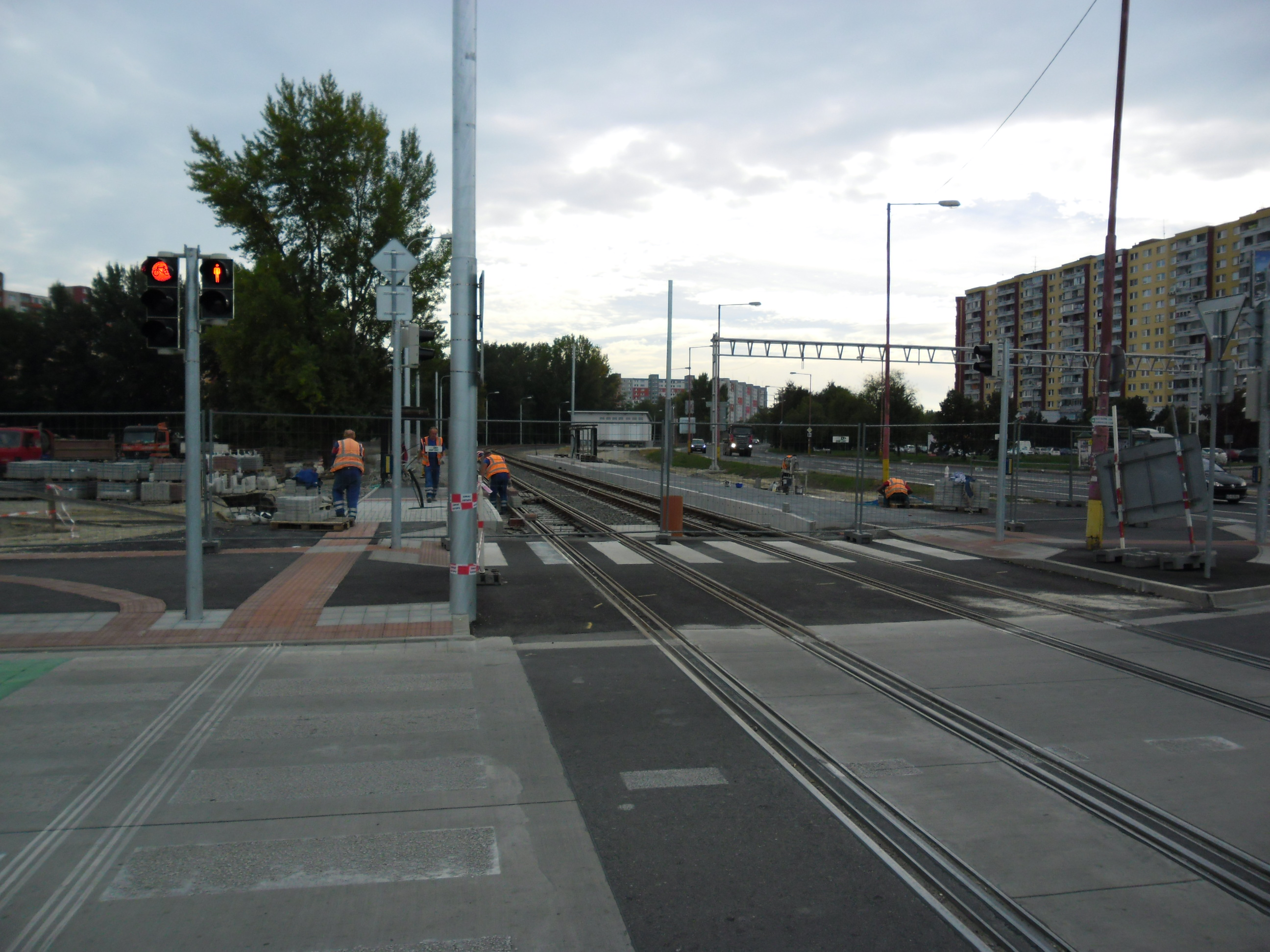
A gyorsvillamos vonalának építése Pozsonyligetfalun, jól kivehető a kettős nyomtáv

A pozsonyi metró tervét véglegesen 2003-ban vetették el, de a városi közlekedés dinamizálásra szorult. A gyorsvasút koncepciója megmaradt, viszont azt felszíni vagy magasvasúti formában kívánták megvalósítani. A projekt Pozsonyligetfalu és Pozsony jobb összeköttetésére koncentrált, viszont az itt futó Pozsony–Hegyeshalom-vasútvonal felhasználása nem lett volna kifizetődő, egyrészt nem érint fontos csomópontokat, megkerüli az egyes városrészeket, ezzel növelve az utazási időt, másrészt a Slovnaft felőli jelentős teherforgalom akadályozná egy ütemes menetrend kialakítását. A választás végül a Pozsonyligetfalut átszelő metró útvonalának felszíni megépítésére esett, amiben az Öreg híd is szerepelt. A híd rossz állapota miatt 1985-ben lezárásra került a vasúti forgalom elől, felújítása így még sürgősebb volt. Ekkor változott a gyorsvasút terve gyorsvillamosra, mivel a közúti forgalom felgyorsítása céljából a hidat és a Fiók pályaudvart összekötő vágányokat felszámolták a Malomliget pályaudvarral együtt, így csak a már meglévő villamossínekre tudták rácsatlakoztatni a vonalat a Šafárik téren (Šafárikovo námestie, eredeti nevén András király tere).
A vonal építése előtt az Öreg hidat fokozatosan lezárták: 2009-ben kitiltották az autós forgalmat, egy évvel később a városi tömegközlekedés autóbuszait, és a 2013 decemberében gyalogosok elől is lezárt híd bontása megkezdődött. A pálya az eredeti tervek szerint magasvasútként épült volna, de pénzügyi gondok miatt eltértek a tervtől. Igyekezték viszont kerülni a közúttal való keresztezéseket a villamos gyorsabb haladása érdekében. A tervezett vonal első fele 2016 júliusában került hivatalosan átadásra 3 megállóval, az Öreg híd megnyitása után nagyjából másfél hónappal. Különlegessége a kettős nyomtáv (1435 mm és 1000 mm). A tervek szerint 2020-ra Jánoskaudvarban (Janíkov dvor) rácsatlakozik a Pozsony–Hegyeshalom-vasútvonalra, így a későbbiekben adottak a lehetőségek már egy tram-train vagy egy S-Bahn-vonal kialakítására.

### A pozsonyi metró

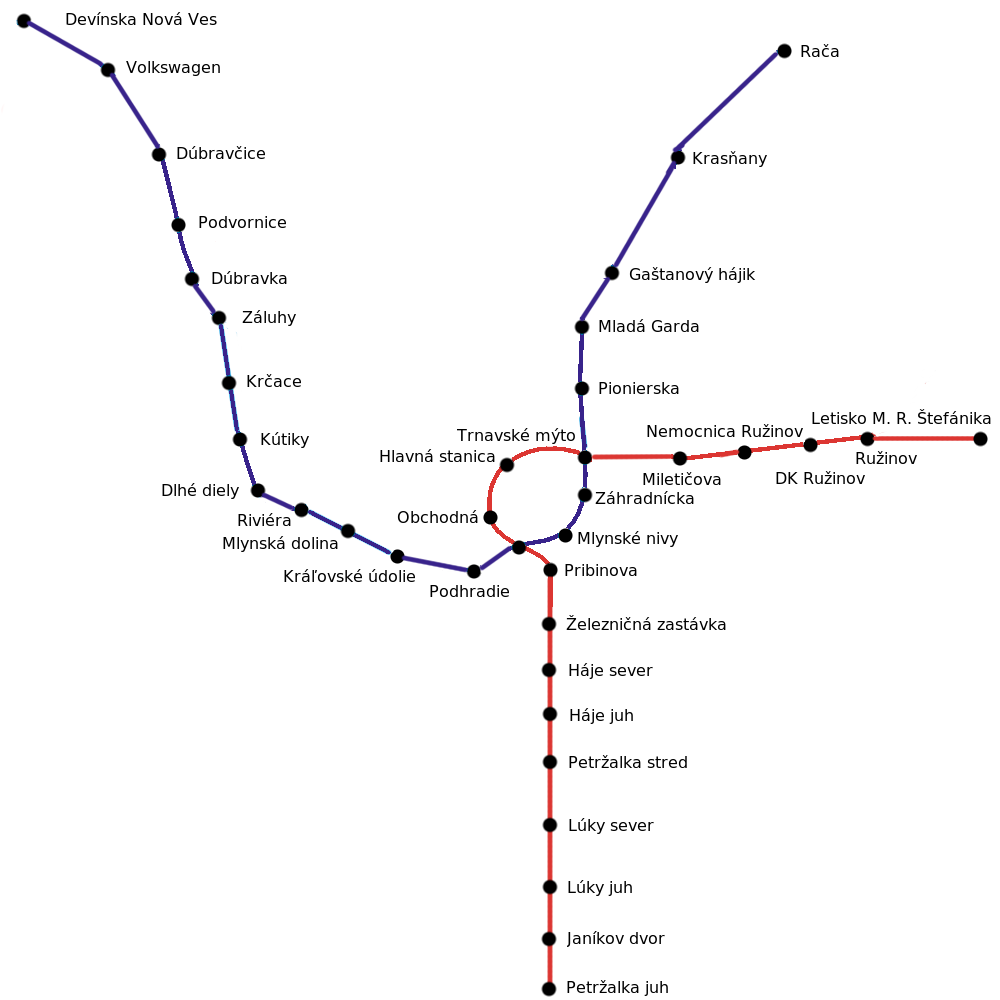
A tervezett pozsonyi metróvonalak

Az 1970-es években Pozsony hatalmas fejlődésnek indult. Az urbanizáció miatt létrejött új lakótelepek és városnegyedek és a városközpont összeköttetése korántsem volt kielégítő, így felmerült a pozsonyi metró ötlete, másodszorra Csehszlovákiában. A prágaihoz hasonlóan a szovjet mintára tervezett vonalak a városközpontban egy körgyűrűbe futnának össze. Az építkezés a '80-as években kezdődött, a ligetfalvi Jánoskaudvar (Janíkov dvor) városrész területén, 1989-ben viszont leállt. A félkész alagút bekerült Ligetfalu „nevezetességei” közé.
A sorozatos fejlesztések a villamos-, troli-, autóbusz- és vasútvonalakon nem hozta el a kívánt eredményt, így újra elővették a metró tervét. A két fő probléma az ár, illetve a város néhol metróra nem alkalmas kiépítettsége volt. A Franciaországban már ismert VAL („könnyű metró”) belefért volna az anyagi keretbe, de 1998-ban a gyártó cég és a pozsonyi metró szervezete között nézeteltérés alakult ki. A városvezetés ezután a magas- és a felszíni gyorsvasút terve mellett döntött, a vonalak csak egy rövid belvárosi szakaszon futottak volna a föld alatt. A tervek egyszerűsödni kezdtek: 2003-ban elvetették a felszín alatti pálya tervét, és a gyorsvasutat felváltotta a gyorsvillamos.
Pozsony városvezetése egyelőre nem foglalkozik a metró tervével, de szerintük nem zárható ki, hogy a távolabbi jövőben újra szóba kerüljön.

### Integrált közlekedési rendszer a Pozsonyi kerületben
A projekt célja az elővárosi tömegközlekedés dinamizálása és az egységes tarifarendszerek létrehozása. A projekt a Szlovák Vasutak, a Pozsonyi Közlekedési Vállalat és a Slovak Lines buszvállalat együttműködésén alapszik, a RegioJet vasúti vállalat is belépésére is számítanak.
Az első működő projekt a 630 és a 620-as járat indítása Pozsony és Horvátgurab között. 2015. nov. 1-től Szenc és Bazin is bekerült az integrált autóbusz-közlekedésbe.
Jelenleg folyamatban van a vonatok bevonása is, az S1-S99 jelölésű járatok Pozsony 50 km-es körzetében közlekednének. Egyelőre 4 vonalon üzemel: S20 (Jókút, Malacka – Pozsony főpályaudvar), S25 (Zohor - Magyarfalu), S50 (Bazin, Nagyszombat – Pozsony főpályaudvar), S60 (Réte - Pozsony főpályaudvar)

### Tarifa
Pozsony közlekedési rendszere a térség zónás felosztásán alapszik. A jegyek fajtája és érvényességi ideje alapján a DPB (Pozsonyi Közlekedési Vállalat) a következő felosztást használja:
- Egyutas vagy órás jegy (15-180 perc) – Lyukasztással érvényesíthető
- Napijegy (1-7 nap) – Lyukasztással érvényesíthető
- Bérlet (7-365 nap) – A vásárlástól érvényes
- Csomag-, kisállat- és kerékpárjegy - Lyukasztással érvényesíthető, megegyezik a kedvezményes 15 perces jeggyel. Érvényes 3 órán keresztül az összes zónában és közlekedési eszközön, kivéve vonaton (ott a vasúttársaság által kiadott jegyet kell megvenni)
- Karnet (többutas jegy) – Egy jegyen 24 mező található, egy adott utazási időhöz és zónaátlépéshez való jogosultság bizonyos számú mező átlyukasztásával érhető el. A karnet olyanoknak ajánlott, akik viszonylag gyakran, de rendszertelenül látogatják a fővárost, így a bérletnél rugalmasabb jegyet keresnek .
- SMS-jegy (40 perc – 24 óra) – Egy üres, vagy tetszőleges szöveggel üzenetet küldve a számra kb. 2 percen belül megérkezik a válasz – a jegy ettől fogva érvényes. Az ár már magában foglalja a csomagjegyet is. Az „INFO” szöveg elküldésekor az 1100-ra egy rövid tájékoztatót kapunk, ennek ára 0,08 €. Az érvényesítő üzenet újbóli elküldése az 1101-es számon kérhető, ára 0,20 €. Jegyautomata

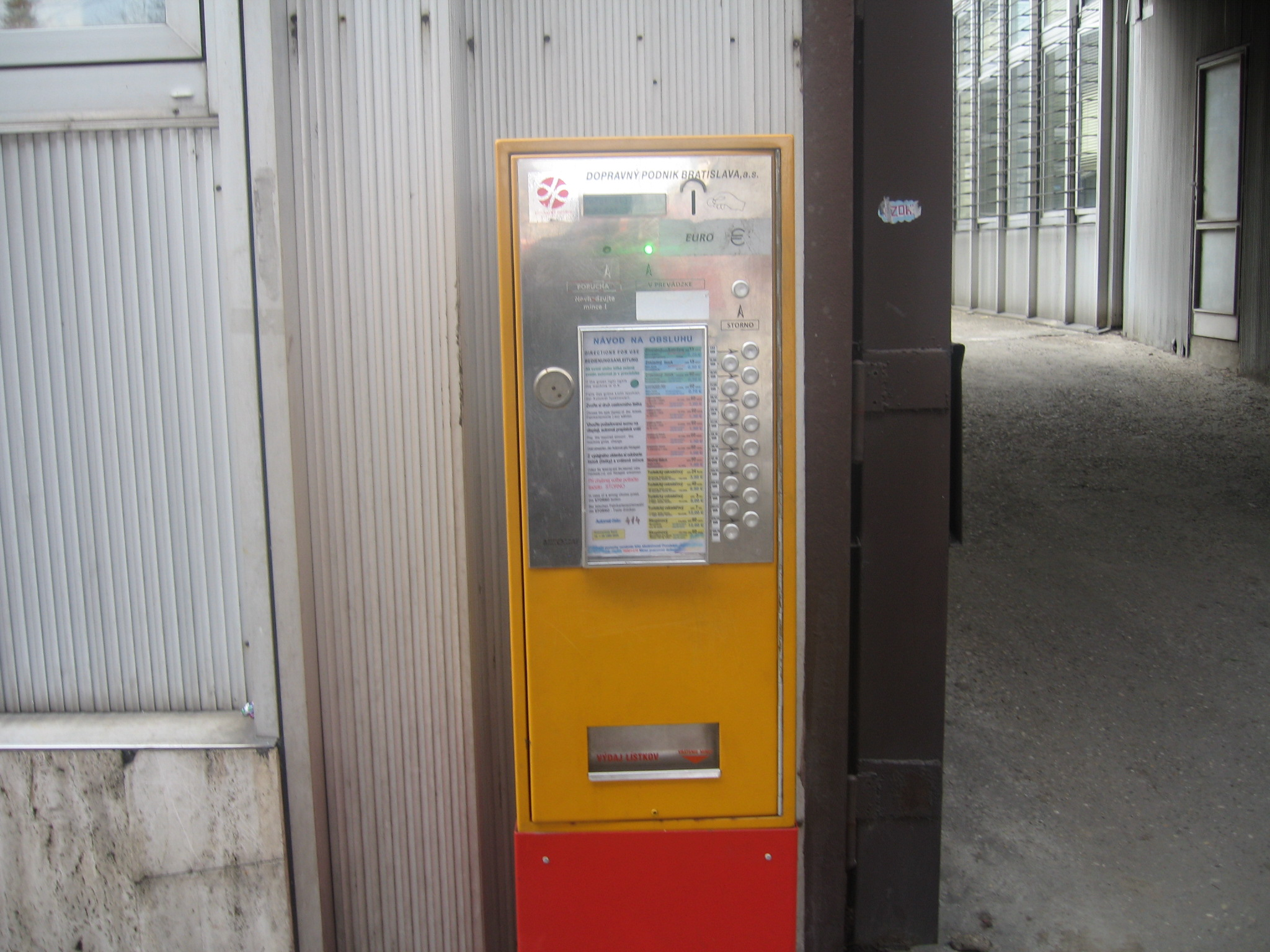
Jegyautomata

Az összes jegy (természetesen az SMS-jegyet kivéve) megvásárolható a megállókban kihelyezett automatákból és a kijelölt üzletekben. Az ausztriai és magyarországi vonalszakaszokra külön jegyet kell vásárolni.
Ellenőrzéskor a jegyellenőrök párosával felszállnak egy tetszőlegesen kiválasztott járatra, majd a fedélzeti számítógép segítségével blokkolják a lyukasztókat az indulástól számított 15 másodpercen belül. Igazolják magukat, majd megkezdik az ellenőrzést. A bliccelők 50 €-s helyszíni bírságot kapnak, ha a helyszínen nem tudják kifizetni, az ellenőr leszállítja őket a járműről, felveszi a személyes adataikat, szükség esetén rendőrt hív. Ha a bírságot nem fizetik be 5 napon belül, 70 €-ra növekszik.
5 €-s bírságra számíthat az érvénytelen csomagjeggyel utazó, valamint az, aki nem tudja felmutatni a bérletét.

## Légi közlekedés
Pozsony fő repülőtere a Milan Rastislav Štefánik repülőtér. A 477 hektáron elterülő létesítmény Pozsony keleti része és Pozsonyivánka község között található. Szlovákia legnagyobb repülőtere 3 terminállal rendelkezik, az A terminálra érkeznek a Schengeni övezet országaiból érkező járatok, a B-re pedig az összes többi járat. 2016-ban a B terminál egy része átépül VIP terminállá. A C jelenleg nem üzemel.

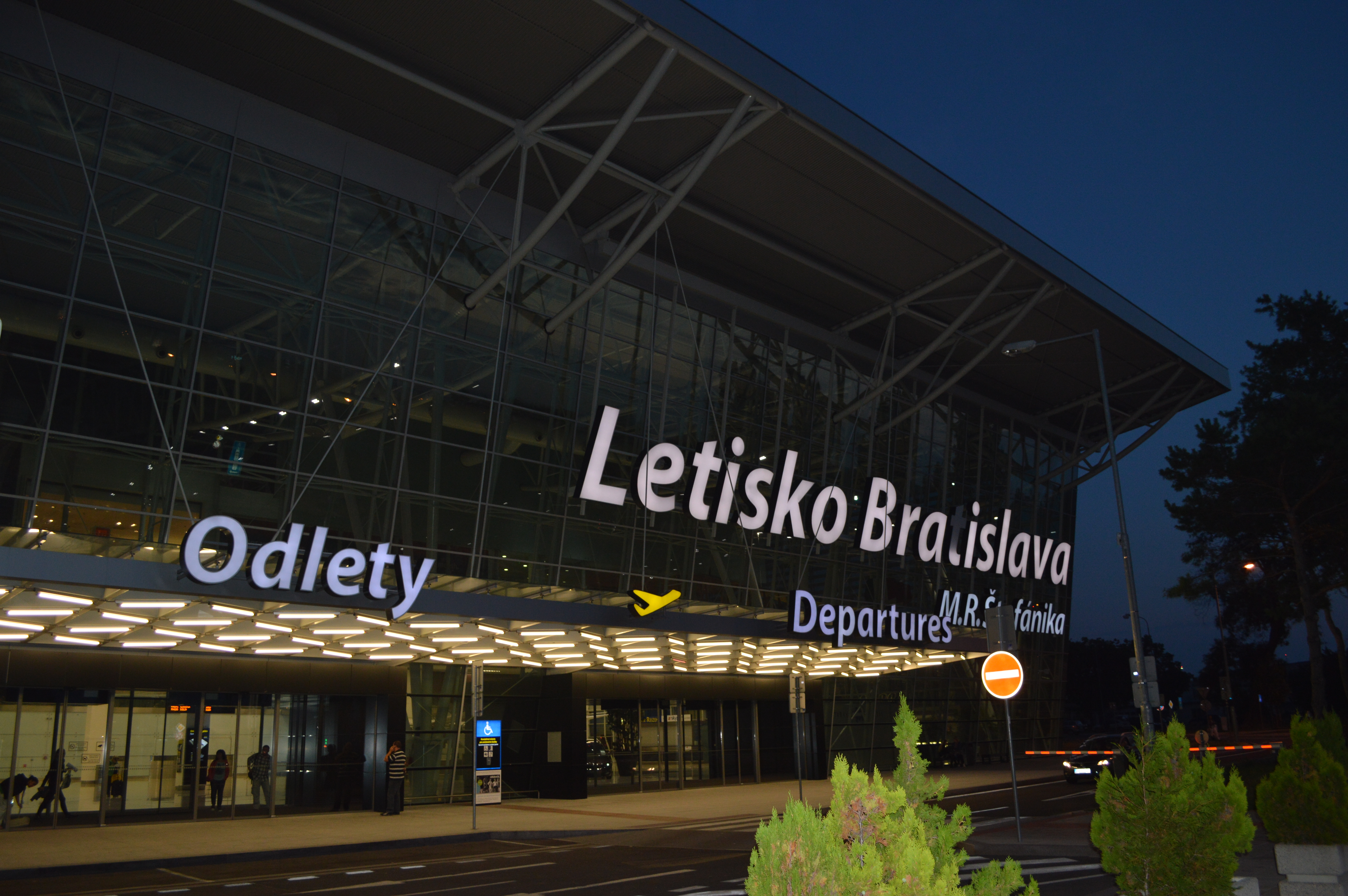
A Milan Rastislav Štefánik repülőtér

Menetrend szerinti, valamint nyári-/téli charterjáratok Pozsony és Kassa, Prága, Nagy-Britannia nagyobb városai (London, Manchester stb.), Dubaj, Moszkva és Szkopje között egész évben közlekednek, a szezonális menetrend szerint indulnak járatok a kedveltebb nyaralóhelyek felé (Korfu, Málaga, Rodosz stb.)
Teherforgalmat rendszeresen Brüsszel, Lipcse és Belgrád irányából fogad.
Pozsony repülőtere évente kb. 1,8-2,2 millió utast szolgál ki, egyre több ausztriai utas választja a Schwechati repülőtér helyett, az olcsóbb utak miatt. Viszont ez fordítva is igaz: sok pozsonyi inkább a háromnegyed órára lévő Schwechatot választja a sűrűbb és többfelé induló járatok okából.

## Vízi közlekedés

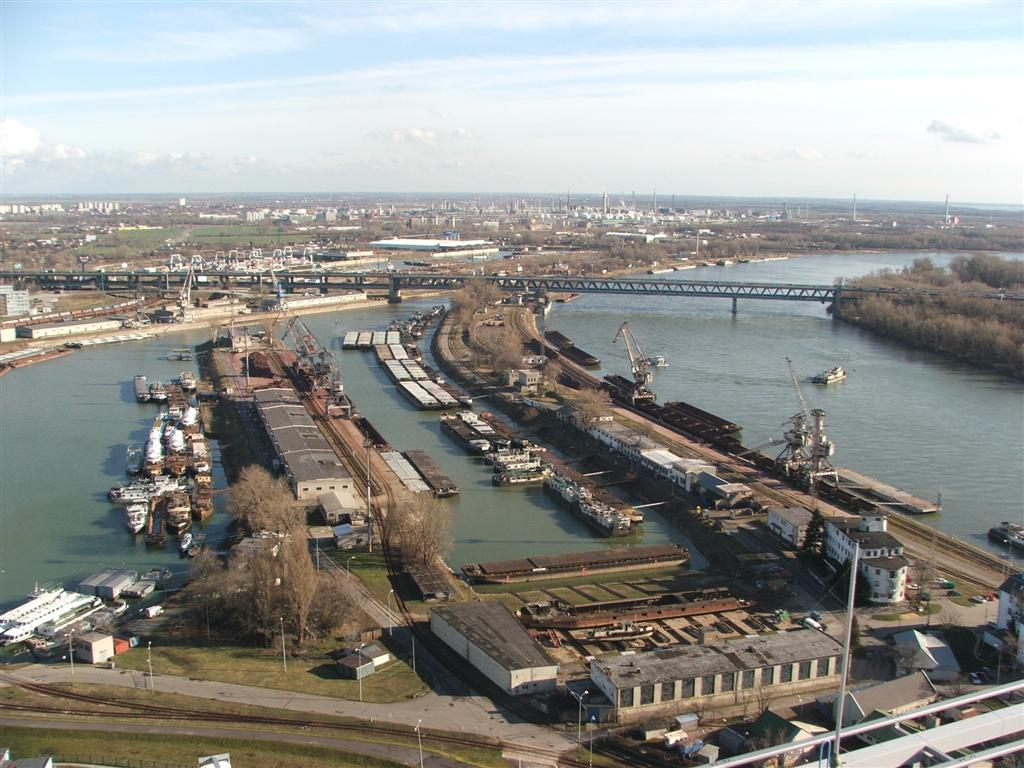
A Téli kikötő és a Kikötői híd

A pozsonyi kikötő a Bécs-Budapest dunai hajóútvonal egyik fontos állomása. A személyforgalom nagyrészt Bécs felé irányul, a két város közti táv 75 perc alatt megtehető, a Twin City Linerre keresztelt projekt két hajóval bonyolítja a közlekedést 2006. június 1-jétől. Kedvelt úti cél még Dévény.
Kifejezetten teherforgalomra épült ki a főrévi (Ružinov) Téli kikötő.

## Kerékpáros közlekedés
A kerékpáros közlekedés Pozsonyban egyelőre nem nagyon népszerű, viszont áthalad rajta a Duna menti kerékpárút. A belvárosban nem jellemzők a kerékpárutak, a Zerge-hegyet átszövő korlátozott autóforgalmú utak a biciklisták kedvelt helyei.

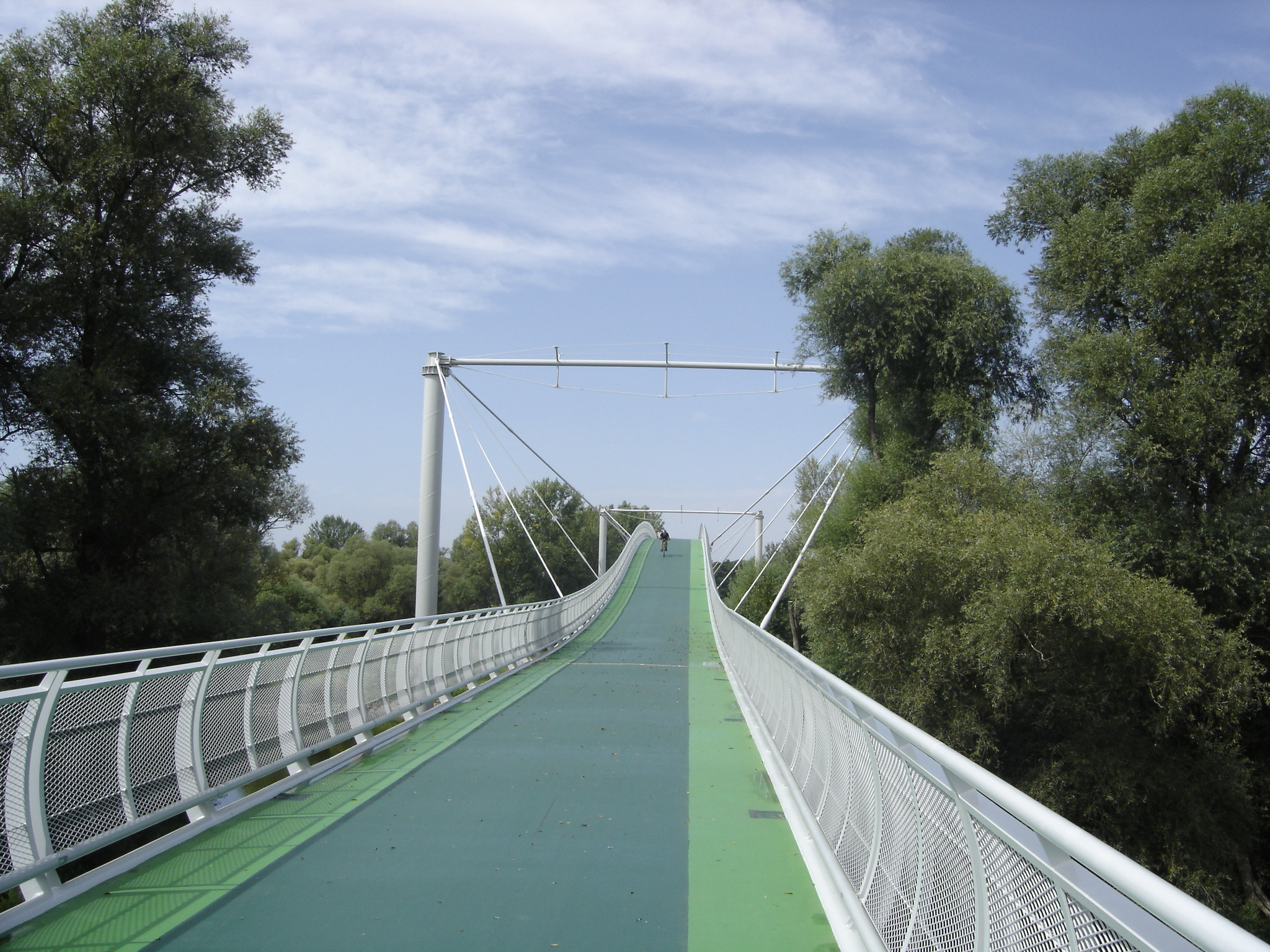
A Szabadság kerékpárhíd Dévényújfalu és Schlosshof közt

2012-ben épült a dévényújfalui kerékpárhíd, ami a pozsonyi és ausztriai kerékpárvonalak fontos összekötője.

## Fordítás
Ez a szócikk részben vagy egészben  a   Doprava v Bratislave című szlovák Wikipédia-szócikk ezen változatának fordításán alapul.  Az eredeti cikk szerkesztőit annak laptörténete sorolja fel. Ez a jelzés csupán a megfogalmazás eredetét és a szerzői jogokat jelzi, nem szolgál a cikkben szereplő információk forrásmegjelöléseként.